# Доходные дома Давыдова
Доходные дома Давыдова — памятник архитектуры, состоящий из нескольких расположенных рядом корпусов. Расположен в Уфе, современный адрес дома — улица Карла Маркса, 18/1, 18/2.
На момент постановки на государственную охрану комплекс состоял из пяти зданий, к 2023 году осталось два двухэтажных здания, лицевое и отходящее от него двойное дворовое здание (при постановке на охрану оно учитывалось как два здания).
Комплекс был построен в начале XX века. Сначала была построена деревянная лицевая усадьба, фасад которой был украшен дощечками под камень, ажурным карнизом, резными подзором, лопатками, наличниками с резьбой-кокошниками московского стиля, ажурными водоприёмными воронками водосточных труб. Большая часть комплекса была выстроена в кирпичном стиле. У главного кирпичного здания изначально была ось симметрии, окно-дверь по центру с балконом, между 1901 и 1910 годами была сделана пристройка на одну ось. Чуть позднее окончания основного строительства здания на нём была построена куполообразная чешуйчатая башня со слуховым окном и с вазонами по краям (в советское время купол был заменен на усечённую пирамиду, кроме того, постепенно был уничтожен балкон). Изначально дома были не оштукатурены, до 1960-х годов сохранялись узорные металлические ворота подворотни.

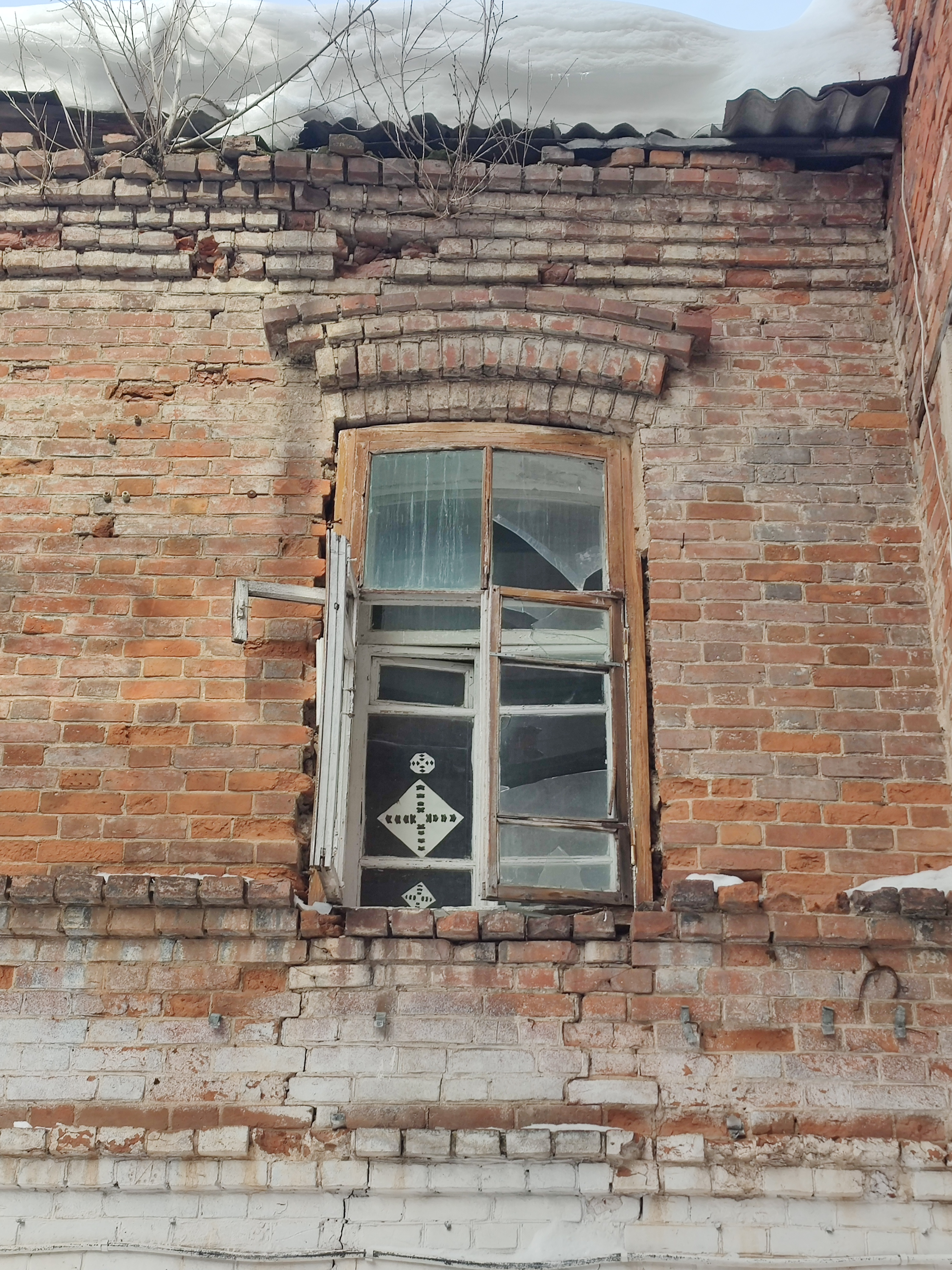
Декор окон дворового фасада на 2024 год

После революции комплекс национализировали и начали заселять. На 1926 год в комплексе насчитывался жилой двухэтажный дом, кирпичный жилой двухэтажный дом, кирпичный жилой частично разрушенный одноэтажный дом, кирпичный одноэтажный каретник и деревянный одноэтажный каретник и погреб. В 1923 году по неизвестным причинам была обжита усадьба, но не прочие многоквартирные дома комплекса. В доме № 18/3 располагалась Первая уфимская телефонная станция и первая в Уфе автоматическая телефонная станция, в 1930-х годах в усадьбе размещалось общежитие кооперативного техникума.
В 1994 году комплекс был поставлен под государственную охрану, уже через несколько месяцев был снесён дворовый кирпичный двухэтажный корпус 18/3. Деревянный доходный дом, один из двух лицевых, был расселён в 1990-х годах, искусственно доведён до ветхого состояния и снесён в 2000-х. В середине 2000-х на их месте было построено южное крыло Александровского пассажа. В 2014 году оставшийся дом был расселён. В июле 2024 года здание, «находящееся в неудовлетворительном состоянии», было выставлено на торги с условием реставрации.